# أبو علي إياد
 أبو علي اياد واسمه الكامل وليد أحمد نمر نصر الحسن شريم، من مواليد مدينة قلقيلية في 12 / 1 /1935 م. من مؤسسي العمل المقاوم في فلسطين يعتبر من الخلية الأولى التي اسست حركة فتح وهو عضو اللجنة المركزية لحركة فتح أتم تحصيله الثانوي في قلقيلية حيث حصل على شهادة المترك عام 1953، عمل مدرساً بعد المترك مباشرة ولمدة وجيزة في مدارس قلقيلية وعزون.

## حياته
في مرحلة البدايات، عُرف بلقب «أبو علي إياد». اسمه الحقيقي هو وليد أحمد نمر، ولد في مدينة قلقيلية في العام 1935، وهو منها. تعلّم في مدارسها لفترةٍ وجيزة قبل أن ينتقل إلى العراق في العام 1954، حيث شارك في دورة لإعداد المعلمين في مدينة بعقوبة. في السعودية التي عمل فيها مدرِّساً منذ العام 1954 حتى العام 1962، [بحاجة لمصدر].

## العمليات
| ” | يعتبر أبو علي اياد الاب الحقيقي للكفاح المسلح و رمزا لمقاومة الاحتلال الإسرائيلي . | “ |
|   |                                                                                    |   |

لم يكتف أبو علي بأن يحصر نضاله في الإعداد للعمليات، إذ أصرَّ على المشاركة في العمليات العسكرية بنفسه، على الرغم من مطالبة قادة الثورة منه - وفي طليعتهم أبو جهاد - بالبقاء بعيداً عن خطوط النار. وقد اعتُبر الهجوم على مستعمرة «بيت يوسف» الذي قاده أبو علي إياد في 25/4/ 1966 من أعنف الهجمات التي تعرضت إسرائيل لها، فثبت في العمل العسكري المباشر.
إجازة «فتح»
بعد عملية مستعمرة «بيت يوسف»، تحوّل أبو علي إياد إلى قائدٍ ميدانيّ يحضّر لدوريات القتال والاستطلاع، يشرف بنفسه على التفاصيل، ويشارك المقاتلين ضرب الأهداف. ولعل أبرز ما قام به في تلك المرحلة هو قيادته للهجمات على مستعمرات «المنارة» و«هونين» و«كفر جلعادي». في العام 1966، انتقل أبو علي اياد إلى سوريا في مهمةٍ جديدة وهي الإشراف على معسكرات تدريب المقاتلين في «حركة فتح»، والإعداد لمخيمات الأشبال والزهرات. هناك، تعرّض لإصابةٍ بالغة في أثناء عمليات التدريب في معسكر «الهامة»، فقد فيها ساقه اليسرى وإحدى عينيه. كان ذلك في 28/2/1968 .
لم تفتت الإصابة عضده، إذ تابع مهامه عبر إقامة قواعد متقدمة لمقاتلي الثورة بالقرب من الجولان المحتلّ، ينطلقون منها لتنفيذ عمليات ضد الجيش الإسرائيلي في الداخل. وقد أضاف في هذه المرحلة إلى عمله العسكري، نشاطات سياسية عدة، فكان يشارك في الوفود الفلسطينية التي زارت الدول العربية والاشتراكية، وكانت آخر زياراته مع وفد حركة «فتح» إلى الصين. يذكر هنا أن العلاقات الودية التي نسجها مع القيادة العراقية أسهمت في تسهيل إمداد الفدائيين في منطقة «الكرامة» الأردنية بالسلاح. كما أسهمت علاقاته الوطيدة بالسوريين في ظهور ما عرف بإجازة «فتح»، وهي الورقة التي كانت الدائرة العسكرية في «فتح» تصدرها لتسهيل التحرّك بين الأقطار العربية.

## عملية اسر صمؤيل روزن فايزر
وقعت هذه العملية بتاريخ 1-1-1970 في منطقة المطلة على الحدود بين لبنان وفلسطين المحتلة عندما ارسل سعيد السبع  خمسة عشر رجلا بتاريخ 12-12-1969 من قاعدة الشيخ زناد التي اسسها في عكار بشمال لبنان وجزء منهم من قاعدة المنطار القريبة من طرطوس إلى قاعدة في منطقة العرقوب كانت تحت امرة الشهيد حسين الهيبى، كان جميع افراد المجموعة المنفذة أعضاء ناشطين في حركة فتح، وهذه العملية هي بناء على اتفاق مسبق بين سعيد السبع وابن خاله وليد أحمد نمر النصر الملقب أبو علي إياد  الذي وصل إلى منطقة العرقوب يوم راس السنة واجتمع مع افراد المجموعة التي كان على راسها إبراهيم الشناوى  الذي أخذ من أبو علي إياد الضوء الاخضر لتنفيذ عملية خطف جندى إسرائيلى؟ ومن هناك تم اقتحام الحدود، كانت العملية بهدفين الأول زرع متفجرات على الطرق التي يسلكها جيش الاحتلال، إضافة إلى خطف جندى إسرائيلى
كان صمؤيل روزن فايزر في فترة خدمته في منطقة المطلة كحارس ليلى عندما وقع في كمين المجموعة الفدائية، وهو من سكان منطقة كريات متزكين قرب حيفا تم نقله على عجل إلى منطقة العرقوب حيث بقى أبو علي إياد بانتظارهم طوال اليل وما ان وصل إبراهيم الشناوى حاملا الجندى الإسرائيلى على كتفه حتى اندفع أبو علي إياد فرحا بهذا الإنجاز الكبير الذي لم يتوقعه فبادر من دون وعى إلى حضن الجندى الاسير قائلا له (أنت جيت انا ناطرك من زمان) فوضعه بسرعة في سيارته وانطلق به مسرعا نحو الاراضى السورية متخوفا من عملية إسرائيلية مباغتة لتخليص الاسير الذي وقع في ايدى المقاومة ومن دمشق كلف أبو علي إياد من كان معه التوجه بالجندى الإسرائيلى نحو مدينة حلب السورية ليتم ايهام الجندى انه أصبح في العراق حيث كانت السيارة التي بها الجندى تدور به في مناطق حلب مدة ثمانية واربعون ساعة
جن جنون غولدا مائير ووزير دفاعها موشى ديان الذي اصدر في اليوم التإلى للعملية امرا للواء جولاني وهي وحدة النخبة في الجيش الإسرائيلى للدخول إلى قرية كفركلا اللبنانية الجنوبية، حيث تم خطف تسعة جنود لبنانيين إضافة إلى اثنا عشر مدنيا ومصادرة عدد من الاسلحة العائدة للجيش كما تم قصف الرادار الموجود في المكان كان الهدف الاساسى من هذه الخطوة تحميل الحكومة اللبنانية المسوؤلية عن هذا العمل من اجل ان تضغط بدورها على الفدائيين الفلسطينيين لاعادة الجندى الاسير.
بعد عملية الخطف باربعة أيام اعلنت حركة فتح ان صمؤيل روزن فايزر بحوزتها، وهي جاهزة لعملية تفاوض مباشرة مطالبة بالإفراج عن مئة اسير فلسطينى معتقلين في سجون الاحتلال لكن الحكومة الإسرائيلية لم تكن لتوافق على بدء مفاوضات حول الاسرى حتى لا يعتبر هذا الامر بمثابة اعتراف بمنظمة التحرير الفلسطينية إضافة إلى اعترافها بالاسرى الفلسطينيين كاسرى حرب
تقول الرواية الإسرائيلية عن الحادث ان صمؤيل روزن فايزر تم نقله خارج لبنان إلى سوريا
ومن هناك إلى العراق والأردن والحقيقة ان هذه الرواية غير صحيحة حيث تم نقله من العرقوب إلى دمشق ومن هناك إلى حلب وبقى الاسير الإسرائيلى في سيارة أبو علي إياد مع مجموعة من مرافقيه في منطقة حلب لمدة يومين بعدها تم نقله إلى مدينة دمشق، وهناك اجرى مقابلة مع صحفى اجنبى اعتقد فيها الاسير الإسرائيلي انه في الأردن بينما كان في سجن الغوطة القريب من دمشق التابع لحركة فتح تحت اشرف محمد النصر شقيق أبو علي إياد والذي علمه اللغة العربية في تلك الفترة أطلق تصريحات يتمنى فيها العودة إلى هنغاريا مسقط راسه
في الاخير وبعد ضغط كبير من الاوساط الدولية إضافة إلى الحكومة اللبنانية تم التوصل إلى تسوية يتم فيها الإفراج فيها عن أول اسير فلسطينى وهو محمود بكر حجازى الذي توكيل عنه المحامي الفرنسي الشهير، جاك فرجاس، مقابل صمؤيل روزن فايزر في منطقة الناقورة بتاريخ 28-2-1971

## الرسالة الأخيرة
في بداية شهر يوليو من عام 1971 وخلال فترة حصاره في عجلون والاحراش اتصل ياسر عرفات بسعيد السبع  مدير عام دائرة التنظيم الشعبى في منظمة التحرير الفلسطينية هو ابن عمة أبو على اياد من اجل اقناعه بضرورة الخروج إلى سوريا وقد حدثت المكالمة عبر اللاسلكى بحضور ياسر عرفات والحاج نصر النصر شقيق أبو علي اياد كان فيها عتب شديد على القيادة الفلسطينية لتركهم أبو علي اياد ومقاتليه من دون دعم واسناد قائلا كلمته الشهيرة والتي أصبحت شعار لكل الثوريين في العالم
- قررنا ان نموت واقفين ولن نركع والله معنا
- كما وصلت برقية أخرى يوم 16/7/1971.
- من منطقة أبو علي للجميع.
- الوقت 6.30 صباحا-التاريخ 16/7/1971.
- الآن توجد اشتباكات في منطقة دير حلاوة بالرشاشات والمدفعية.
- القيادة العامة لقوات العاصفة.

## مقتله
اقامت قيادة الثورة الفلسطينية والقيادة العامة لقوات العاصفة جنازة رمزية له في 17 اغسطس 1971 انطلقت من مستشفى الهلال الأحمر الفلسطيني في المزة إلى مسجد فلسطين في مخيم اليرموك.
انتخب عضواً في اللجنة المركزية لحركة فتح في مؤتمر الحركة الثاني مع انه كان موجوداً خلال المؤتمر في المستشفى، كذلك كان عضواً في القيادة العامة لقوات العاصفة.
شارك إلى جانب عمله العسكري بنشاطات سياسية فكان ضمن الوفود الفلسطينية التي زارت الاقطار العربية والاشتراكية وكان آخر زياراته مع وفد الثورة إلى الصين. اسهمت علاقاته الودية مع القادة العراقيين في تسهيل امداد الفدائيين في الكرامة بالسلاح. كما واسهمت علاقاته الوطيدة بالسوريين في ظهور ما عرف باجازة فتح وهي الورقة التي كانت الدائرة العسكرية في فتح تصدرها لتسهيل التحرك بين الاقطار العربية.
كان أبو علي اياد متحمساً، حيث كان يدرك ان مهمته الأساسية التدريب والتحضير والاعداد، ليشكل بذلك الرصيد الأساسي للقواعد الارتكازية والعمليات. كما كان صاحب نظرة اسبارطية للتربية، حيث توجه بحسه ووعيه إلى تربية الأجيال، الذين أصبحوا الآن قادة عسكريين. وشهد أبو علي الوقائع والمعارك الكبيرة، فقد قاد الهجوم على بيت يوسف يوم 25/4/1966، وكان هجوماً عنيفاً، لم تتعرض المستعمرات الإسرائيلية لمثله حتى هذا التاريخ، كما قاد هجومات عديدة على مستعمرات هونين، المنارة وكفار جلعادي.
وكان أبو علي اياد، رجل العمل والممارسة، يحضر لدوريات القتال والاستطلاع ودوريات العمق، ويشرف بنفسه على التفاصيل والأهداف، وكان يجسد بنضاله وحركته الدؤوبة الفكر الوطني الذي اطلقته حركة فتح، فكان مع المقاتلين منذ انطلاقة الثورة وحتى وفاته، بعد أن قرر ورفاقه الموت واقفين على الا يركعوا. وعندها مضى إلى جوار ربه، ترك تاريخاً حافلاً بالتضحيات والامجاد، وظل امثولة حية في نفوس الرجال، الذين يستمدون منه ومن ذكراه استمرار المسيرة النضالية نحو تحقيق النصر.

### نعي أبو علي
أصدرت القيادة العامة لقوات الثورة الفلسطينية البيان التالي:
تنعى قيادة الثورة الفلسطينية وحركة التحرير الوطني الفلسطيني (فتح) إلى الجماهير العربية والفلسطينية قائداً من قادتها، ومناضلاً من رجالها، وبطلاً من أعز بنيها، الشهيد البطل (وليد أحمد نمر) والمشهور باسمه الحركي (أبو علي اياد) عضو اللجنة المركزية لحركة (فتح) وقائد قوات الثورة الفلسطينية في منطقة عجلون...
والقيادة العامة للثورة إذ تنعى البطل الشهيد (أبو علي أياد) الذي سقط ضحية التواطؤ الأمبريالي الهاشمي وضحية التآمر العربي العميل تقدم لجماهيرنا وأمتنا قصة استشهاد المناضل الشهيد...
ففي يوم الاثنين 27/7/1971، وعلى أثر الحشود العسكرية الأردنية التي بدأت تتجه من الشمال إلى منطقة عجلون جمع أبو علي إياد قادة السرايا في المنطقة، وأصدر لهم تعليمات واضحة بعدم التعرض للأهداف المدنية في حالة المعركة وألاّ تُساء معاملة الأسرى من الجنود، كما أوصاهم بالقتال دفاعاً عن كرامة الثورة ووجودها.. وبدأت المعركة صباح اليوم التالي، وكانت شرسة، استعملت فيها القوات المهاجمة، كل أساليب الدمار والقتل والهمجية. ولكن القائد الشهيد (أبو علي أياد) كان يصرخ في رجاله (الصمود الصمود أيها الرجال، الثورة غرم وليست غنما، فادفعوا ضريبة الصمود).
وأرسل برقية للقيادة العامة يقول فيها:
(قررنا أن نموت واقفين ولن نركع والله معنا).
(المعركة قاسية وعنيفة والقتال وجهاً لوجه ونقاط التعزيز قد قطعت وسنقاتل حتى الشهادة).
وهكذا كان له ما أراد حيث كانت دوريات كبيرة ومتعددة من سرايا الفرقة الثانية تفتش الجبال والوهاد والقرى المجاورة بحثاً عن (أبو علي أياد) وقد رصد مبلغ كبير لمن يلقي القبض عليه حياً أو ميتاً.. وبينما كان يحاول عبور منطقة جبلية مع بعض رفاقه صادفتهم دورية للجيش الأردني، واشتبكت معهم إلى أن نفذت ذخيرتهم، وقُتل الجميع عدا أبو علي اياد، وقد احاطت به ثلة من العسكر بقيادة الملازم أول نادر الخالدي، من كفر يوبا، قضاء أربد، الذي اقتاده فوراً إلى قيادة الفرقة الثانية وجراحه تنزف.
واستقبل أبو علي اياد قائد الفرقة عطا الله غاصب ومعه عدد من ضباط وجنود الفرقة، وبعد أن أجرى عطا الله غاصب اتصالاً لا سلكياً بالملك حسين شخصياً، تلقى أمراً من الملك بالإجهاز على الجريح، وتم على الفور تنفيذ الأمر الملكي وإطلاق النار على (أبو علي أياد) ثم صدر الأمر بإرساله إلى عمّان إلى رئاسة الأركان الأردنية لأن القيادة العامة للجيش الأردني لم تصدق خبر قتل أبو علي اياد.. وفعلاً أرسلت جثتة إلى رئاسة الأركان حيث كان في استقبالها الملك حُسين ووصفي التل الذي أخذ عصا (أبو علي اياد) التي كان يتوكأ عليها من ألم في ساقه أصابه من خلال معارك مع العدو الصهيوني كونه كانت تربط الرجلين علاقة صداقة قديمة فرقتها السياسة.